# Mario Contreras
Mario Wilfredo Contreras (* 22. Mai 1987) ist ein salvadorianischer Radrennfahrer.
Mario Contreras gewann 2006 mit seinem Team das Mannschaftszeitfahren bei der Vuelta a Nicaragua. Bei der B-Weltmeisterschaft 2007 in Kapstadt wurde Contreras Neunter im Straßenrennen. Er startete bei den Olympischen Sommerspielen 2008 in Peking im Straßenrennen, welches er nicht beendete und wurde in Varese 82. der Weltmeisterschaft  im Straßenrennen der U23-Klasse. Dreimal wurde er salvdorischer Meister: 2009 und 2010 im Einzelzeitfahren und 2010 im Straßenrennen.

## Erfolge
2009
- Salvadorianischer Meister – Einzelzeitfahren

2010
- Salvadorianischer Meister – Einzelzeitfahren
- Salvadorianischer Meister – Straßenrennen